# Custom Cars & Cycles
Custom Cars & Cycles – debiutancki album amerykańskiego zespołu hip-hopowego Triple C’s. Został wydany 27 października 2009 r. w wytwórniach Maybach Music Group i Def Jam Recordings. Gościnnie wystąpili Birdman, Bun B, Gucci Mane, Young Jeezy, J.W., Game, Masspike Miles, Schife, Mack 10, Warren G, Suede Royale, oraz Yo Gotti. Album sprzedał się w ilości 12 000 egzemplarzy w pierwszym tygodniu.

## Lista utworów
1. "Custom Cars & Clips"
2. "White Sand"
3. "Break It Down" (featuring Bun B)
4. "Go" (featuring Birdman & Schife)
5. "We Gettin' It" (featuring Schife)
6. "Trick'n Off" (featuring Gucci Mane & Drumma Boy (outro wokals))
7. "Throw It in the Sky"
8. "Erryday" (featuring Young Jeezy, Schife & J.W.)
9. "Customized" (featuring Schife)
10. "Gangsta Shit" (featuring Game & B-Rock Agee)
11. "Finer Things" (featuring Masspike Miles)
12. "Chick'n Talk'n" (featuring Mack 10 & Warren G)
13. "Diamonds & Maybachs Pt. 2" (featuring Suede Royale)
14. "Hustla" (featuring Masspike Miles)
15. "Yams Pt. 2" (featuring Yo Gotti)

## Sample

### Gangsta Shit
- Interpolates "Prelude" - N.W.A

### Finer Things
- "A Chance For Heaven" - Christopher Cross

### Diamonds & Maybachs Pt. 2
- "Chanson D'Un Jun D'Hiver" - Cortex

### Hustla
- "Feel The Thunder" - Eric Bloom

## Pozycja na listach
| Lista (2009)                          | Pozycja |
| ------------------------------------- | ------- |
| U.S. Billboard 200                    | 44      |
| U.S. Billboard Top R&B/Hip-Hop Albums | 5       |
| U.S. Billboard Top Rap Albums         | 2       |